# Trachea viridis
Trachea viridis är en fjärilsart som beskrevs av Druce 1898. Trachea viridis ingår i släktet Trachea och familjen nattflyn. Inga underarter finns listade i Catalogue of Life.